# Channel Zero
Pour les articles homonymes, voir Channel Zero (homonymie).
Channel Zero est un groupe belge de heavy metal, originaire de Bruxelles. Le groupe se forme en 1990 et publie quatre albums — Channel Zero (1992), Stigmatized... (1993), Unsafe (1994), et Black Fuel (1997) — avant de se séparer en 1997. Après douze ans d'absence, Channel Zero annonce une série de concerts à l'Ancienne Belgique de Bruxelles, qui seront joués à guichet fermé. En 2013, le batteur, Phil Baheux, meurt d'une rupture d'anévrisme à l'âge de 45 ans. En 2017, le groupe publie un nouvel album studio, Exit Humanity.

## Histoire

### Première période (1990–1997)
Channel Zero est formé en 1990 à Bruxelles. Le nom du groupe provient d'un titre d'une chanson du groupe de hip-hop américain Public Enemy intitulée She Watch Channel Zero ?. Channel Zero est d'abord influencé par le thrash metal et des groupes comme Metallica première époque avant de varier davantage son répertoire et de s'ouvrir à d'autres influences de la tendance metal.
En 1990, Channel Zero sort une démo quatre titres auto-produite comprenant les morceaux Tales of Worship, Inspiration to Violence, Save Me et Run With the Torch. En 1992, le groupe signe pour le label allemand Shark Records qui produira ses deux premiers albums. Pour l'enregistrement du premier album Channel Zero le guitariste Patrice Hubloux se joint au groupe. La qualité de Stigmatized..., leur second album (mixé par Vinnie Paul de Pantera), permet au groupe d'effectuer quelques tournées européennes et belges en support de quelques groupes importants de metal comme Biohazard, Obituary, Napalm Death, Life of Agony, Pro-pain, Exhorder ou encore M.O.D. En 1994 Channel Zero rejoint le label belge Play It Again Sam (PIAS) et enregistre son troisième album Unsafe avec le producteur belge André Gielen (Lofofora, Mass Hysteria). L'album est mixé aux États-Unis par un autre grand nom du rock, Michael Barbiero (Metallica, Guns N' Roses). Unsafe est également leur premier album à être distribué sur le marché américain. Le groupe participe à de grands festivals européens et participe même à une tournée australienne en tête d'affiche. Channel Zero enregistre en 1996 un nouvel album Black Fuel avec l'aide d'Attie Bauw (Rob Halford, The Gathering) et de Bob Ludwig (U2, Nine Inch Nails, Tool).
En 1997, Channel Zero entame à nouveau tournée sur tournée mais les ventes de ses albums ne décollent pas en dehors de la Belgique comme l'espérait le groupe. Le 15 août le concert donné à Louvain au Marktrock Festival est enregistré et commercialisé sous le nom de Live. Le groupe se sépare peu après. Xavier Carion quitte le groupe à la suite de problèmes d'audition et en raison de divergences irréconciliables avec Phil Baheux, et est remplacé par Mikey Doling, ex-Soulfly à la réunion du groupe en 2009.

### Seconde période (depuis 2009)

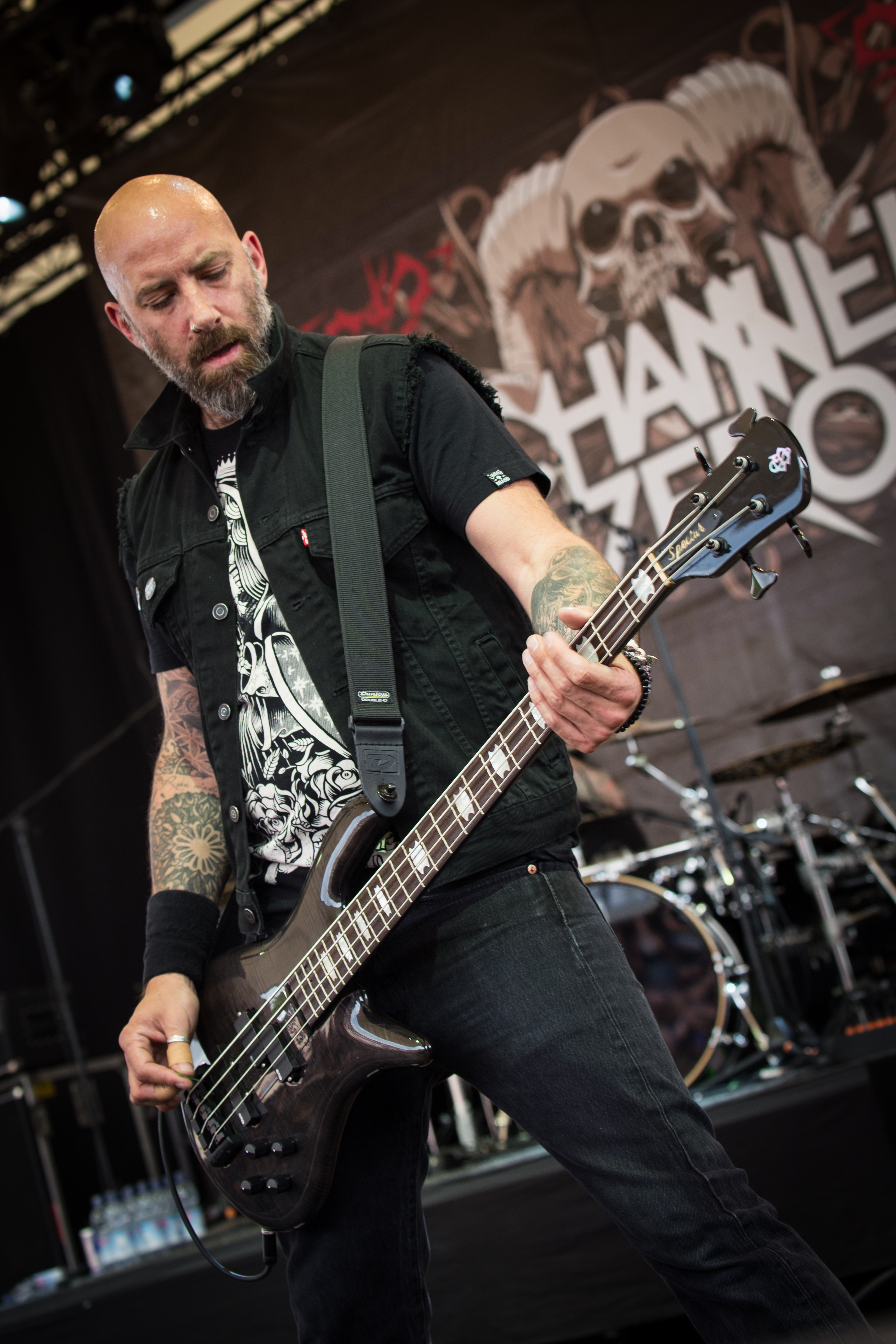
Channel Zero au Rock Hard Festival, en mai 2015.

Douze ans plus tard, en juin 2009, le groupe annonce trois concerts à l'Ancienne Belgique de Bruxelles ; ils se joueront à guichet fermé. En janvier 2010, le groupe se reforme et joue sept fois d'affilée à l'Ancienne Belgique, une première pour une formation belge,. Un single, Black Flowers sort dans la foulée sur iTunes. Le groupe se produit ensuite aux festivals belges Graspop Metal Meeting et Rock Werchter. Vers 2010-2011, le groupe entame l'enregistrement d'un nouvel album à Los Angeles avec le producteur Logan Mader (Machine Head, Soulfly. En 2011, le groupe publie son nouvel album studio, Feed 'Em With a Brick, en juin 2011 en Belgique, aux Pays-Bas et au Luxembourg via Roadrunner Records ; il est annoncé dans le reste de l'Europe le 1er juin la même année par Graviton Music Services. L'album est précédé par une vidéo de la chanson Hot Summer en mai.
Le batteur, Phil Baheux, meurt le 10 août 2013 d'une rupture d'anévrisme dans son lit, à l'âge de 45 ans,. Le groupe se produit le 14 août 2013, au Brussels Summer Festival avec un mini-concert acoustique en hommage à Phil. En octobre 2013, le groupe annonce continuer le travail entrepris sur le nouvel album, avec la participation de Roy Mayorga à la batterie. En mars 2014, Channel Zero publie une nouvelle chanson, Electronic Cocaine, issue de leur album à venir, Kill All Kings. L'album est annoncé au label Metal Blade Records le 20 juin sous format digipack et en téléchargement payant. Une fois publié, Kill All Kings est bien accueilli par la presse spécialisée,,.
En octobre 2017, le groupe publie son dernier album studio, intitulé Exit Humanity. Ils effectuent ensuite une tournée en soutien à l'album.

## Membres

### Membres actuels
- Tino De Martino – basse (1990-1997, depuis 2009)[1]
- Franky De Smet Van Damme – chant (1990-1997, depuis 2009)[1]
- Mikey Doling (ex-membre de Soulfly et Snot) – guitare (depuis 2009)[1]
- Seven Antonopoulos - batterie (depuis 2014)
- Christophe Depree - guitare (depuis 2017) [1]

### Anciens membres
- Pablos Alvarez – guitare[1]
- Phil Baheux – batterie (1990-1997, 2009-2013 ; décédé le 10 août 2013)[1]
- Xavier Carion – guitare (à la suite de problèmes d'audition et en raison de divergences irréconciliables avec Phil Baheux, est remplacé par Mikey Doling, ex-Soulfly à la réunion du groupe) (1990-1997)[1]
- Patrice Hubloux – guitare (1990-1992 ; décédé le 5 octobre 1995)[1]
- Peter Iterbeke – guitare (1992-1993)[1]

### Membres de tournées
- Seven Antonopoulos – batterie (depuis 2014)[1]
- Marcel Coenen – guitare solo (2010, 2014)[1]

## Discographie

### Albums studio
- 1992 : Channel Zero
- 1993 : Stigmatized...
- 1994 : Unsafe
- 1997 : Black Fuel
- 1997 : Live
- 2010 : Live at The Ancienne Belgique (CD et DVD)
- 2011 : Feed 'Em with a Brick
- 2014 : Kill All Kings
- 2017 : Exit humanity

### Projets parallèles
- 1994 : Holy Gang - Free Tyson Free, projet metal industriel réunissant Franky « DSVD » et Xavier Carion de Channel Zero, Richard 23 de Front 242 et Marc du Marais de La Muerte.